# Părinte rezident
Părintele rezident    (residential parent sau primary custodial parent)    este acel părinte custodian care are dreptul de a găzdui minorii la domiciliul său cea mai mare parte a timpului. Noțiunea de părinte rezident și nerezident nu este relevantă atâta timp cât noțiunea de custodie comună nu a fost implementată în legislația unei țări. Cu toate acestea legislația altor țări ale Uniunii Europene , SUA sau Israel permite implementarea custodiei comune, ceea ce pune problema locului unde minorii vor domicilia. În măsura în care minorii locuiesc o perioadă semnificativă de timp la domiciliul unui părinte, în conformitate cu hotărârea instanței sau planul parental propus de către părinți și încuviințat de către instanță, atunci acel părinte este părinte rezident. Prin opoziție, celălalt părinte este părinte nerezident.
În conformitate cu legislația românească, începând cu data de 1 octombrie 2011, data intrării în vigoare a noului cod civil, diferențierea dintre cei doi părinți nu se mai face, majoritar, în părinte custodian și părinte necustodian (cum era cazul în legislația determinată de codul familiei) ci între părinte rezident și părinte nerezident. Aceasta deoarece în conformitate cu prevederile noului cod civil, instanțele de judecată vor acorda sentințe și decizii care să marcheze autoritatea părintească comună (care este același lucru cu custodia comună) a părinților asupra minorilor lor.

## Noțiunea de părinte (ne)rezident conform noului Cod Civil din România
Conform noului Cod Civil odată cu pronunțarea divorțului, instanța trebuie să se pronunțe în mod explicit cu privire la locuința minorului după divorț alegând, în general, între unul dintre cei doi părinți. Astfel părintele cu care copilul va locui majoritatea timpului (locuire statornică) se va numi „părinte rezident” în timp ce părintele care va găzdui copilul la domiciliul său o perioadă mai mică de timp se va numi „părinte nerezident”. Există și situații excepționale în care instanța poate stabili domiciliul copiilor la o terță persoană (de exemplu la bunici). În această situație ambii părinți sunt părinți nerezidenți.

## Diferența între noțiunile de părintele (ne)rezident și cele de părinte (ne)custodian

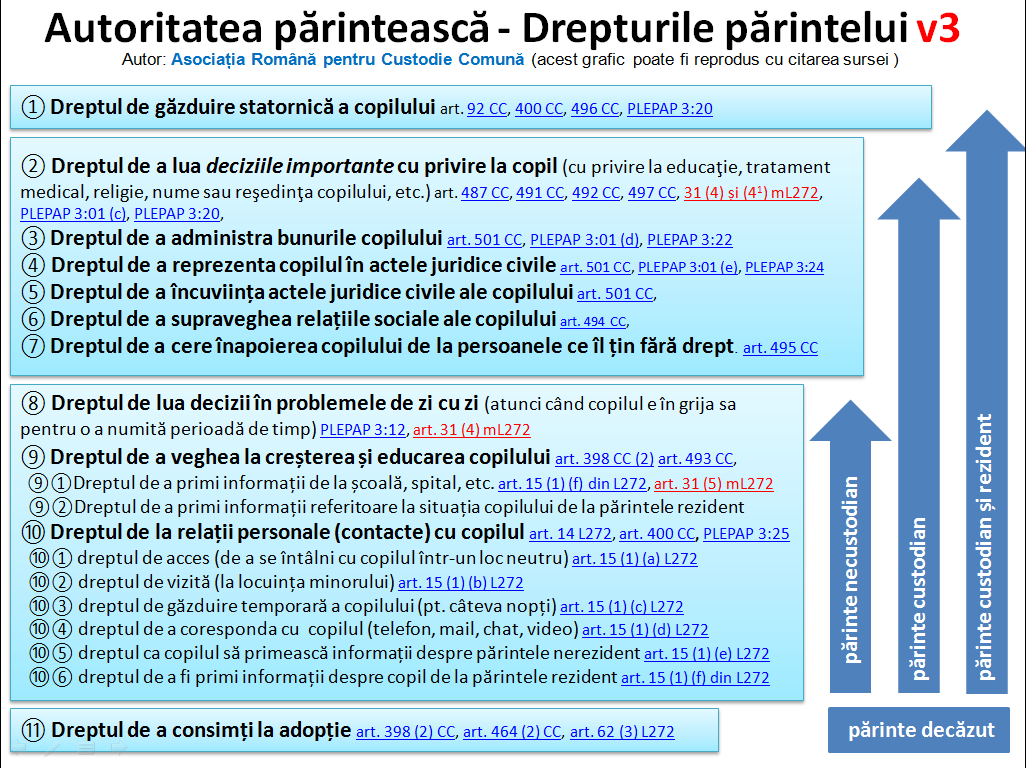
Sistemul drepturilor părintești

Noțiunile de părinte rezident și respectiv părinte părinte nerezident pot înlocui pe cele de părinte custodian și părinte necustodian acolo unde instanța acordă custodie comună ambilor părinți. De asemenea noțiunea se poate aplica părinților separați dar care nu au apelat la instanță pentru clarificarea încredințării minorului. În România, custodie comună este regula odată cu intrarea în vigoare a prevederilor noului Cod Civil al României. Deoarece în majoritatea cazurilor ambii părinți rămân părinți custodieni literatura de specialitate din străinătate a introdus noțiunile de părinte rezident (cel cu care minorul locuiește în mod statornic) și părinte nerezident. Noțiunile par să intre și în limbajul colocvial din România apărând deja în materiale publicate de CSM și Ministerul Justiției. Aceste patru noțiuni pot totuși coexista, deoarece chiar și după intrarea în vigoare a noului Cod Civil, vor fi situații în care anumiți părinți vor avea aranjamente de tip custodie unică în timp ce alți părinți vor avea aranjamente de tip custodie comună. Se pot întâlni deci situații în care un părinte este părinte custodian și, în același timp, părinte rezident sau situații în care un părinte este părinte nerezident dar în același timp părinte custodian, etc.

## Noțiunea de părinte rezident primar
Noțiunea de părinte rezident primar apare în acele legislații care acceptă timpi aproximativ egali în care fiecare dintre părinți găzduiește minorul pentru a distinge, între doi părinți care ambii sunt părinți rezidenți. În România unde doar noțiunea de custodie legală comună este acceptată o asemenea distincție nu este necesară.